# Peleteria maura
Peleteria maura là một loài ruồi trong họ Tachinidae.